# Climat de l'Ain
L'Ain a un climat diversifié, lié aux différences de relief.

## L'Ouest

### Bresse
Le climat est tempéré à légère tendance continentale. Les relevés sont ceux de Mâcon, la station de référence, étant donné sa proximité. Les valeurs climatiques de 1981 à 2010 sont les suivantes.
| Mois                              | jan. | fév. | mars  | avril | mai   | juin  | jui.  | août  | sep.  | oct.  | nov. | déc. | année   |
| --------------------------------- | ---- | ---- | ----- | ----- | ----- | ----- | ----- | ----- | ----- | ----- | ---- | ---- | ------- |
| Température minimale moyenne (°C) | 0    | 1    | 3,5   | 6     | 10    | 13,5  | 15,5  | 15    | 11,5  | 8     | 3,5  | 1    | 7,5     |
| Température moyenne (°C)          | 2    | 4,5  | 8     | 11    | 15    | 19    | 21    | 20,5  | 17    | 12    | 7    | 3,5  | 12      |
| Température maximale moyenne (°C) | 5,5  | 8    | 12    | 16    | 20    | 24    | 27    | 26    | 22    | 16,5  | 10   | 6    | 16      |
| Ensoleillement (h)                | 61,9 | 91,5 | 154,9 | 182   | 212,9 | 245,3 | 267,7 | 242,4 | 185,6 | 116,9 | 70,3 | 50,5 | 1 881,9 |
| Précipitations (mm)               | 59   | 53   | 49    | 75    | 88    | 75,5  | 71    | 72    | 79,5  | 85,5  | 84   | 70   | 861,5   |

|                      |                      |                           |                                     |                        |                                         |
| Température minimale | Température maximale | Hauteur de précipitations | Nombre de jours avec précipitations | Durée d’ensoleillement | Nombre de jours avec bon ensoleillement |
| 7,4 °C               | 16,1 °C              | 859,3 mm                  | 113,9 j                             | 1881,9 h               | 73,25 j                                 |

### Côtière
Les relevés sont ceux de l’aéroport de Lyon-Bron, la station de référence, étant donné sa proximité.
À la station Météo France de l'aéroport de Lyon-Bron, la température moyenne annuelle a été, entre 1920 et 2020, de 11,9 °C avec un minimum de 3 °C en janvier et un maximum de 21,3 °C en juillet. La température minimale y a été de −24,6 °C le 22 décembre 1938 et la plus élevée de 41,4 °C le 24 août 2023.
Les relevés suivants ont été effectués à la station Météo France de l'aéroport de Lyon-Bron (lorsqu'un record est égalé, une seule date est indiquée) :
| Mois                                             | jan.         | fév.          | mars          | avril        | mai          | juin         | jui.         | août         | sep.         | oct.         | nov.         | déc.          | année      |
| ------------------------------------------------ | ------------ | ------------- | ------------- | ------------ | ------------ | ------------ | ------------ | ------------ | ------------ | ------------ | ------------ | ------------- | ---------- |
| Température minimale moyenne (°C)                | 1,1          | 1,4           | 4,2           | 7,2          | 11,2         | 15           | 17           | 16,6         | 12,8         | 9,6          | 4,9          | 2             | 8,6        |
| Température moyenne (°C)                         | 4,1          | 5,2           | 9             | 12,3         | 16,3         | 20,3         | 22,6         | 22,3         | 17,9         | 13,7         | 8,1          | 4,8           | 13         |
| Température maximale moyenne (°C)                | 7,1          | 9             | 13,8          | 17,4         | 21,5         | 25,6         | 28,2         | 28           | 23,1         | 17,7         | 11,4         | 7,7           | 17,5       |
| Record de froid (°C) date du record              | −23 23.1963  | −22,5 14.1929 | −10,5 07.1971 | −4,4 10.1949 | −3,8 01.1938 | 2,3 01.1959  | 6,1 07.1962  | 4,6 25.1940  | 0,2 24.1928  | −4,5 31.1950 | −9,4 30.1925 | −24,6 22.1938 | −24,6 1938 |
| Record de chaleur (°C) date du record            | 19,1 10.2015 | 21,9 25.2021  | 26 31.2021    | 30,1 16.1949 | 34,2 16.1945 | 38,4 27.2019 | 40,4 24.2019 | 41,4 24.2023 | 35,8 05.1949 | 30,6 09.2023 | 23 02.1924   | 20,2 18.1989  | 41,4 2023  |
| Ensoleillement (h)                               | 71,1         | 102,4         | 173,7         | 197,7        | 223,8        | 256,5        | 288,1        | 263,1        | 204,1        | 131,4        | 78,9         | 58,7          | 2 049,5    |
| Précipitations (mm)                              | 49,8         | 41,6          | 49,4          | 68,9         | 80,9         | 74,1         | 67,4         | 65,5         | 82,5         | 99,8         | 87,2         | 53,7          | 820,8      |
| dont nombre de jours avec précipitations ≥ 1 mm  | 8,1          | 7,9           | 8,4           | 9            | 10,3         | 8,5          | 7,5          | 7,2          | 7,3          | 9,9          | 9,4          | 9,2           | 102,8      |
| dont nombre de jours avec précipitations ≥ 5 mm  | 3,3          | 2,3           | 3,2           | 4            | 5,1          | 4,5          | 3,9          | 4,2          | 4,2          | 5,1          | 4,4          | 3,3           | 47,6       |
| dont nombre de jours avec précipitations ≥ 10 mm | 1,2          | 1             | 1,1           | 2,2          | 2,5          | 2,4          | 2,3          | 2,3          | 2,6          | 3,1          | 2,5          | 1,2           | 24,5       |

Source : [MétéoFrance] «  [archive] », sur donneespubliques.meteofrance.fr, Édité le : 06/08/2023 dans l'état de la base

## Le réseau de stations Météo-France
Le département est couvert par un réseau de onze stations météorologiques basées à :
Arbent, Balan, Belley, Cessy, Ceyzériat, Château-Gaillard, Hauteville-Lompnes, Labalme, Marlieux, Saint-Rambert-en-Bugey et Sutrieu.

## Historique climatique
- 1709 : année du grand hiver.
- 1740 : hiver rigoureux.
- 1748 : récolte médiocre.
- 1750 : récolte très abondante.
- 1753 : très violents orages.
- 1766 : hiver rigoureux.
- 1768 : récolte abondante malgré une longue période pluvieuse.
- 1769-1770 : longs mois de pluie.
- 1787 : récolte de vin très abondante.
- 1788 : récolte très pauvre, les poissons des étangs ont péri.
- 1802 : grande gelée.